# Piazza d'Italia (Sassari)
Piazza d'Italia è la piazza più importante della città di Sassari.

## Storia e descrizione
Sorge ai bordi del centro storico medievale, appena all'esterno della cinta muraria, lungo l'antico asse stradale, già esistente in epoca romana (II secolo), che collegava Turris Lybissonis (Porto Torres) a Karalis (Cagliari) e attualmente chiamata via Roma.
Piazza d'Italia risponde al disegno previsto nel piano regolatore dell'ingegnere Enrico Marchesi del 31 maggio 1837(pur essendo originariamente a forma ottagonale) ed è la prima concreta realizzazione di una delle nuove parti (Appendici) della città che prenderà forma a partire dal XIX secolo.
La piazza, considerata il  salotto cittadino fu realizzata a partire dal 1872. Sulla piazza si affaccia lo scenografico prospetto neoclassico del palazzo della Provincia, sede della provincia di Sassari, eretto sul finire del XIX secolo. Di rilievo anche il palazzo Giordano in stile neogotico. Al centro della piazza si trova il monumento a Vittorio Emanuele II, opera di Giuseppe Sartorio, inaugurato il 19 aprile 1899.
Da piazza d'Italia si snodano alcune delle maggiori arterie cittadine:
- i portici Bargone Crispo, che uniscono la piazza a piazza Castello, verso il centro storico;
- via Carlo Alberto, che immette sull'emiciclo Garibaldi e viale Italia;
- via Roma, che prosegue nella via Carlo Felice.